# Steuerhinterziehung (Deutschland)
Die Hinterziehung von Steuern ist in Deutschland eine Steuerstraftat und eine rechtswidrige Form der Steuerabwehr, die nach § 370 der Abgabenordnung (AO) mit einer Freiheitsstrafe von bis zu fünf Jahren oder einer Geldstrafe, in besonders schweren Fällen mit Freiheitsstrafe von sechs Monaten bis zu zehn Jahren bestraft wird. Auch der Versuch ist strafbar. 

## Tatbestand
Steuerhinterziehung begeht nach § 370 AO, wer den Finanzbehörden oder anderen Behörden über steuerlich erhebliche Tatsachen unrichtige oder unvollständige Angaben macht, die Finanzbehörden pflichtwidrig über steuerlich erhebliche Tatsachen in Unkenntnis lässt oder pflichtwidrig die Verwendung von Steuerzeichen oder Steuerstemplern unterlässt und dadurch Steuern verkürzt oder für sich oder einen anderen nicht gerechtfertigte Steuervorteile erlangt.
Der sachliche Anwendungsbereich der Abgabenordnung ist gemäß § 1 Abs. 1 AO nur für Steuern eröffnet, die durch Bundesrecht oder EU-Recht geregelt ist, soweit sie durch Bundesfinanzbehörden oder durch Landesfinanzbehörden verwaltet werden. Hierzu gehören nicht die von den Ländern beschlossenen Kommunalabgabengesetze. Das Hinterziehen von kommunalen Steuern, z. B. Hundesteuer oder Vergnügungsteuer (Deutschland), fällt dann unter den Begriff Abgabenhinterziehung.
Auch die Kirchensteuer unterfällt wegen § 1 Abs. 1 AO nicht unmittelbar § 370 AO. Gesetzliche Grundlage für die Erhebung der Kirchensteuer sind die Kirchensteuergesetze der Länder. Allerdings eröffnet Art. 4 Abs. 3 EGStGB den Landesgesetzgebern die Möglichkeit, bei Steuern oder anderen Abgaben die Straf- und Bußgeldvorschriften der Abgabenordnung für anwendbar zu erklären oder entsprechende landesrechtliche Straf- und Bußgeldtatbestände wie diejenigen der Abgabenordnung zu schaffen. 
Die Steuerhinterziehung war schon im Kaiserreich eine Straftat, die in den jeweiligen Steuergesetzen geregelt war (Reichs- bzw. Landesgesetze). Verschärft durch den Ersten Weltkrieg wurde am 17. April 1918 eine Gesetzesvorlage in den Reichstag eingebracht, nach der vor dem Hintergrund der Einführung neuer Kriegssteuern folgendes gelten sollte: „Wer in das Ausland auswandert, hat noch durch fünf Jahre die Steuer zu entrichten und muß vor der Abwanderung 20 Prozent seines Vermögens als Sicherheit leisten. Wer die Steuer hinterzieht, verliert mit Frau und Kindern die Staatsbürgerschaft.“ Geschütztes Rechtsgut des § 370 AO ist das staatliche Interesse am vollständigen und rechtzeitigen Aufkommen der einzelnen Steuern bzw. der Steuern im Ganzen.

## Rechtslage

### Voraussetzungen
- Objektiver Tatbestand:
  - Den Finanzämtern und/oder den Hauptzollämtern/Zollfahndungsämtern werden über steuerlich erhebliche Tatsachen unrichtige oder unvollständige Angaben gemacht oder
  - die Finanzbehörden werden über steuerlich erhebliche Tatsachen pflichtwidrig in Unkenntnis gelassen oder
  - die Verwendung von Steuerzeichen[3] oder Steuerstempeln[4] wird pflichtwidrig unterlassen und
  - es tritt dadurch eine Verkürzung von Steuern ein oder es wird ein nicht gerechtfertigter Steuervorteil (beispielsweise Kindergeld) erlangt. Gemäß § 370 Abs. 4 AO sind Steuern namentlich dann verkürzt, wenn sie nicht, nicht rechtzeitig oder nicht in voller Höhe festgesetzt werden. Das Gesetz knüpft folglich an die Steuerfestsetzung an, nicht an die Steuerzahlung.
- Subjektiver Tatbestand:
  - Die Tat muss vorsätzlich begangen werden; Eventualvorsatz reicht aus.
- Auch der Versuch der Steuerhinterziehung ist strafbar (§ 370 Abs. 2 AO).

Problematisch ist die Frage, wann eine Steuerstraftat vollendet ist, wenn keinerlei Erklärungen abgegeben wurden. Bei turnusmäßig abzugebenden Steuererklärungen (z. B. Einkommensteuererklärungen, siehe auch § 149 Abs. 2 AO) wird in aller Regel die Vollendung mit Abschluss der allgemeinen Veranlagungsarbeiten anzunehmen sein. Dabei ist zu beachten, dass die jeweiligen Länderfinanzbehörden festlegen, wann der Veranlagungsschluss eingetreten ist. Sofern durch einen Schätzungsbescheid nach § 162 AO vor Abschluss der allgemeinen Veranlagungsarbeiten eine Steuerfestsetzung erfolgt, liegt eine vollendete Verkürzung nur vor, wenn der aufgrund der Steuerschätzung festgesetzte Betrag niedriger ist als der tatsächlich geschuldete.
Bei Voranmeldungen (insbesondere Umsatzsteuer, Lohnsteuer) ist die Steuerhinterziehung bereits vollendet, wenn der gesetzliche Voranmeldungstermin verstrichen ist, da die Steueranmeldung einer Steuerfestsetzung unter Vorbehalt der Nachprüfung gleichsteht (vgl. §§ 168, 370 Abs. 4 S. 1 HS. 2 AO). Erfolgt die Steueranmeldung nicht fristgemäß, ist die Steuer daher auch zwangsläufig zumindest nicht rechtzeitig festgesetzt und folglich eine Steuerverkürzung eingetreten. Allerdings sind nach Nr. 132 Abs. 2 Satz 1 AStBV (St) 2020 bei der Umsatz- und Lohnsteuer verspätet abgegebene Steuer(vor)anmeldungen (die sich nicht auf das Kalenderjahr beziehen) nur in begründeten Einzelfällen (Nichtzahlung der Steuer, Vorliegen von Sperrgründen für eine Selbstanzeige) an die Bußgeld- und Strafsachenstellen weiterzuleiten.

### Strafandrohung
Für Steuerhinterziehung gilt eine
- Freiheitsstrafe bis 5 Jahre oder Geldstrafe
- In besonders schweren Fällen (§ 370 Abs. 3 AO): Freiheitsstrafe von sechs Monaten bis zu zehn Jahren.

Die Strafzumessung bestimmt sich nach der persönlichen Schuld des Täters (§ 46 StGB). Eine wesentliche Rolle bei der Strafzumessung spielt dabei die Höhe des Steuerschadens (siehe unten). Als strafschärfende Umstände kommen insbesondere die Verwendung unrichtiger oder verfälschter Belege (Tateinheit mit Urkundenfälschung) oder die nachhaltige Schädigung des Steueraufkommens über längere Zeiträume in Betracht. 
- Unter 50.000 € werden meist Geldstrafen verhängt.
- Ab 50.000 € ist regelmäßig ein besonders schwerer Fall gemäß § 370 Abs. 3 S. 2 Nr. 1 AO gegeben, wenn der Täter Steuererstattungen erlangt hat, sodass eine Freiheitsstrafe von mindestens sechs Monaten verhängt werden muss (meist auf Bewährung).
- Ab 100.000 € ist auch bei Zahllasten regelmäßig ein besonders schwerer Fall gemäß § 370 Abs. 3 S. 2 Nr. 1 AO gegeben, sodass eine Freiheitsstrafe von mindestens sechs Monaten verhängt werden muss (meist auf Bewährung).
- Ab 1.000.000 € ist eine bewährungsfähige Strafe (bis einschließlich zwei Jahre Freiheitsstrafe) nur noch bei Vorliegen von „besonders gewichtigen Milderungsgründen“ zu verhängen.[7]

Die Höhe einer Geldstrafe bestimmt sich auch im Steuerstrafrecht nach Anzahl und Höhe der Tagessätze. Von Seiten der Finanzbehörden werden oftmals sog. Strafmaßtabellen verwendet, um die Höhe der Geldstrafe zu bestimmen. Bei Schwarzarbeit liegt in der Regel eine Hinterziehung der Lohnsteuer durch den Arbeitgeber und eine Hinterziehung von Einkommensteuer durch den Arbeitnehmer vor. Zudem werden Sozialversicherungsbeiträge verkürzt. Während für die Berechnung der Höhe der verkürzten Sozialversicherungsbeiträge der Schwarzlohn gemäß § 14 Abs. 2 S. 2 SGB IV als Nettolohn gilt und auf den Bruttolohn als Bemessungsgrundlage hochzurechnen ist, ist für die Berechnung der verkürzten Lohn- bzw. Einkommensteuer nur der tatsächlich zugeflossene Lohn maßgeblich.

### Verjährung
Steuerstraftaten verjähren grundsätzlich nach fünf Jahren. Die Frist beginnt mit Beendigung der Tat, also in der Regel mit Ergehen des betreffenden Steuerbescheides. Bei der Steuerhinterziehung durch Unterlassen ist, sofern kein Schätzungsbescheid ergeht, der Zeitpunkt maßgeblich, zu dem der Täter spätestens veranlagt worden wäre. Dies ist regelmäßig mit dem Abschluss der Veranlagungsarbeiten der Fall.
Mit dem Jahressteuergesetz 2009 war die Verjährung für die in § 370 Abs. 3 AO genannten Fälle besonders schwerer Steuerhinterziehung an die steuerliche Festsetzungsverjährung angepasst worden und betrug seither ebenfalls zehn Jahre, 2020 wurde die Verjährungsfrist für diese Fälle auf fünfzehn Jahre verlängert (§ 376 Abs. 1 AO). Die Festsetzungsverjährung läuft nie vor der strafrechtlichen Verjährung ab (§ 171 Absatz 5 AO); umgekehrt kann aber in leichteren Fällen die strafrechtliche Verjährung vor der Festsetzungsverjährung eintreten. Durch die Möglichkeit der Unterbrechung und des Ruhens der Verjährung, kann es unter Umständen zu einer maximalen Verjährungsfrist von 42,5 Jahren kommen.
Am 29. Mai 2013 hatte der Bundesrat den Entwurf eines Gesetzes zur Verbesserung der Bekämpfung von Steuerstraftaten im Bundestag eingebracht. Danach sollte künftig die strafrechtliche Verfolgungsjährung für alle Fälle der Steuerhinterziehung ausnahmslos zehn Jahre betragen. Der Entwurf wurde von der Bundesregierung wegen rechtssystematischer Bedenken abgelehnt und letztlich mit den Stimmen der Regierungsfraktionen (CDU/CSU und FDP) gegen die Stimmen von SPD und Bündnis 90/Die Grünen bei Enthaltung der Linken verworfen.

### Selbstanzeige
Das Gesetz eröffnet in Fällen der Steuerhinterziehung die Möglichkeit, durch eine Selbstanzeige Straffreiheit zu erlangen (§ 371  AO).

## Reale Strafverfolgung
Auf der Grundlage von Ermittlungen der Steuerfahndung wurden im Jahr 2022 bundesweit 8.690 Strafverfahren eingeleitet. Im Ergebnis der abgeschlossenen Strafverfahren haben die Gerichte sowohl Freiheitsstrafen von bundesweit 1.180 Jahren als auch Geldstrafen in Höhe von insgesamt 15,1 Mio. € verhängt.
Zusätzlich wurden viele Fälle gegen Geldauflage von insgesamt 31,5 Mio. € eingestellt. Den verhängten Freiheits- und Geldstrafen lagen 2,4 Mrd. € hinterzogene Steuern zugrunde.
Demgegenüber wird das Dunkelfeld für Steuerhinterziehungen im Jahr 2015 auf eine Schadenssumme von circa 125 Milliarden € geschätzt. Laut Schätzung des Ifo Institut für Wirtschaftsforschung gehen dem deutschen Fiskus jedes Jahr alleine durch die Verlagerung von Geld in Steueroasen 5,7 Milliarden € verloren (ifo Schnelldienst, 2021, 74, Nr. 01, 38–42).

## Gesellschaftliche Bewertung
Eine schwindende Steuermoral und die gelegentliche Wahrnehmung der Steuerhinterziehung als ein „Kavaliersdelikt“ versucht die Finanzpsychologie mit negativen Vorbildern, geringer Entdeckungswahrscheinlichkeit, niedriger Straferwartung und nicht zuletzt mit mangelnder Transparenz der Ausgaben zu erklären. Insbesondere die niedrige Straferwartung im Vergleich zu Eigentumsdelikten wird oft auch sehr kritisch gesehen, da in der Folge tendenziell finanzstarke Täter trotz hoher Schadenssummen eher geschont werden. Diese Einschätzung wird dadurch verstärkt, dass sich hohe Einkommen aus Vermögen leichter verschleiern bzw. schwerer ermitteln lassen als Einkommen aus Arbeit.
Ein weiteres Problem bei der gesellschaftlichen Einordnung stellen die Steueramnestien (z. B. die Möglichkeit der strafbefreienden Nacherklärung bei pauschaler Besteuerung nach dem Gesetz über die strafbefreiende Erklärung, beendet mit dem 31. März 2005) dar, die Steuerhinterziehungen rückwirkend legalisieren. Eine gegenläufige Tendenz ist jedoch durch die Einrichtung des Kontenabrufverfahrens zu erkennen. Siehe auch Steuerhinterziehungsbekämpfungsgesetz.
Seit 2016 gibt es im Europäischen Parlament einen eigenen Ausschuss zur Untersuchung von Geldwäsche, Steuervermeidung und Steuerhinterziehung samt notwendigen politischen Konsequenzen. Das besonders als Folge der Panama Papers und zur Überprüfung der Geschäftsbeziehungen von Banken, Politikern und Oligarchen beziehungsweise hin zu Steueroasen. Die ähnliche Rechts- bzw. Interessenslage bei der Bekämpfung von Steuerhinterziehung, Steuervermeidung, Geldwäsche, Offshore-Geschäften und Korruption bedarf demnach effektiver Instrumente (Offenkundigkeit, Formvorschriften, transparente geprüfte Register, Vertragssicherheit etc.) und allenfalls härtere Sanktionen gegen Beteiligte und deren Rechtsbrüche (z. B. Rückdatieren von Verträgen, Scheinverträge, Scheingeschäftsführer etc.). Insbesondere soll das Entstehen neuer Steueroasen oder Steuerschlupflöcher verhindert werden. Vor diesem Hintergrund gehen die Finanzbehörden beispielsweise mittels Auskunftsersuchen gezielt vor, um Informationen im Hinblick auf steuerpflichtige Einkünfte einzuholen.
Im Zuge der Liechtensteiner Steueraffäre bezeichnete der SPD-Generalsekretär Hubertus Heil „Steuersünder“ wiederholt als „Neue Asoziale“.

## Steueramnestie um 2004

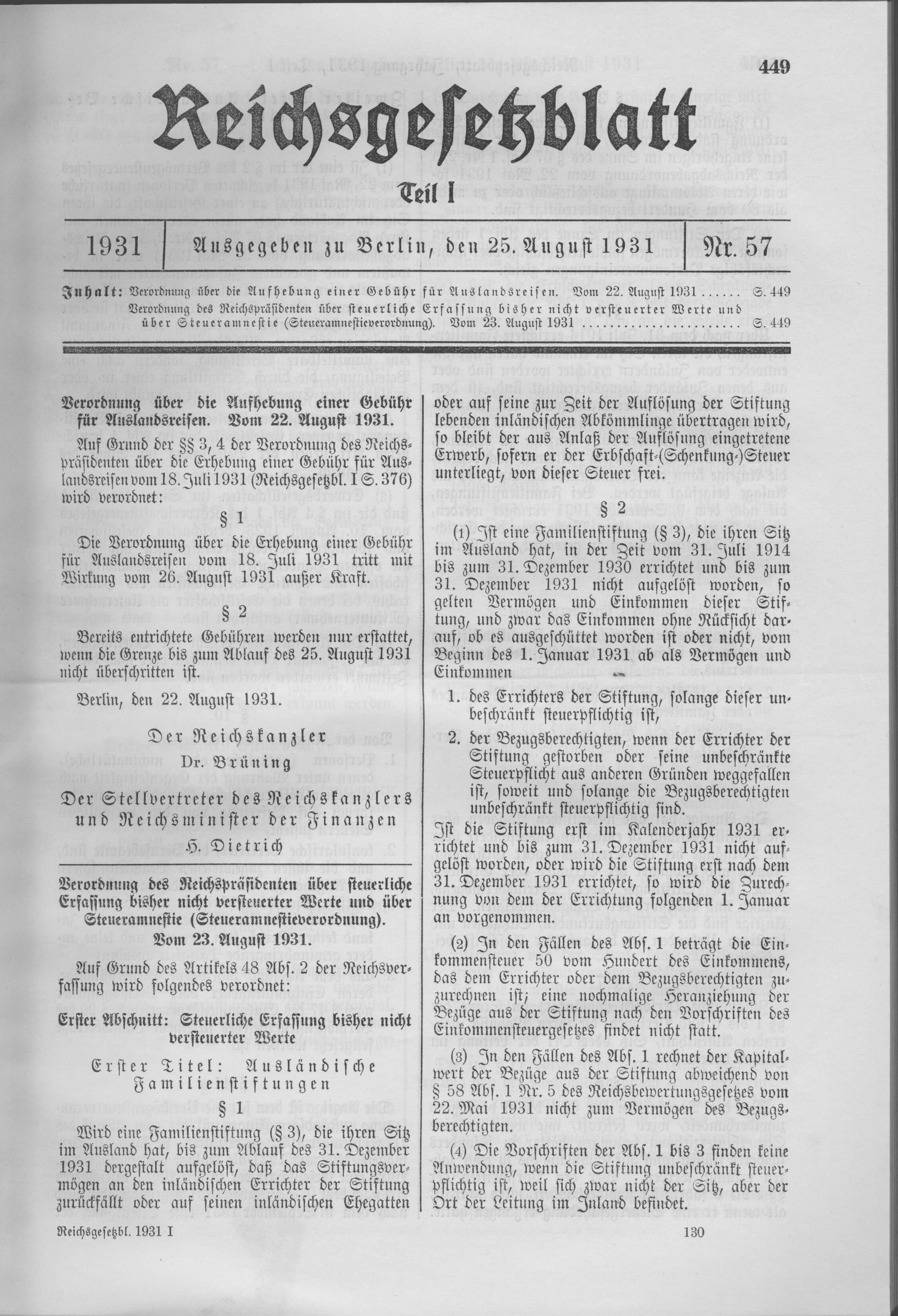
Steueramnestieverordnung vom 23. August 1931

Das Bundesfinanzministerium bezeichnete das Strafbefreiungserklärungsgesetz als „Brücke zur Steuerehrlichkeit“. Die Bundesregierung hatte Steuermehreinnahmen von bis zu 5 Mrd. € erwartet, nach Pressemeldungen wurden jedoch nur 1,24 Milliarden € erzielt.
Mit dem Ablauf des Amnestiegesetzes traten zum 1. April 2005 umstrittene Kontrollbefugnisse der Finanzbehörden in Kraft (Kontenabfrage), z. B. die Möglichkeit des von der Bank und deren Kunden unbemerkten automatisierten Kontenabrufs nach § 24c KWG. Dabei erhält die Finanzbehörde Auskunft über Name und Kontonummer des Bankkunden, jedoch nicht über Kontostände und -bewegungen. Falls das Konto der Finanzbehörde bisher nicht bekannt war, kann sie anschließend zwecks Erlangung weiterer Informationen ein konkretes Auskunftsersuchen an das auskunftspflichtige Kreditinstitut richten, um die ordnungsgemäße Versteuerung eventueller Kapitaleinkünfte überprüfen zu können.

## Abgrenzung
Zu unterscheiden ist die Steuerhinterziehung von der leichtfertigen Steuerverkürzung (§ 378 AO), die lediglich eine Ordnungswidrigkeit darstellt und deshalb von den Finanzbehörden verfolgt werden kann, aber nicht muss (Opportunitätsprinzip), während die Ahndung von Steuerstraftaten zwingend vorgeschrieben ist (Legalitätsprinzip).